# Monumento fúnebre de María Cristina de Austria
El monumento funerario de María Cristina de Austria es una obra de escultura de estilo neoclásico de Antonio Canova, que se mantiene en el interior de la Iglesia de los Agustinos de Viena. 

## Historia

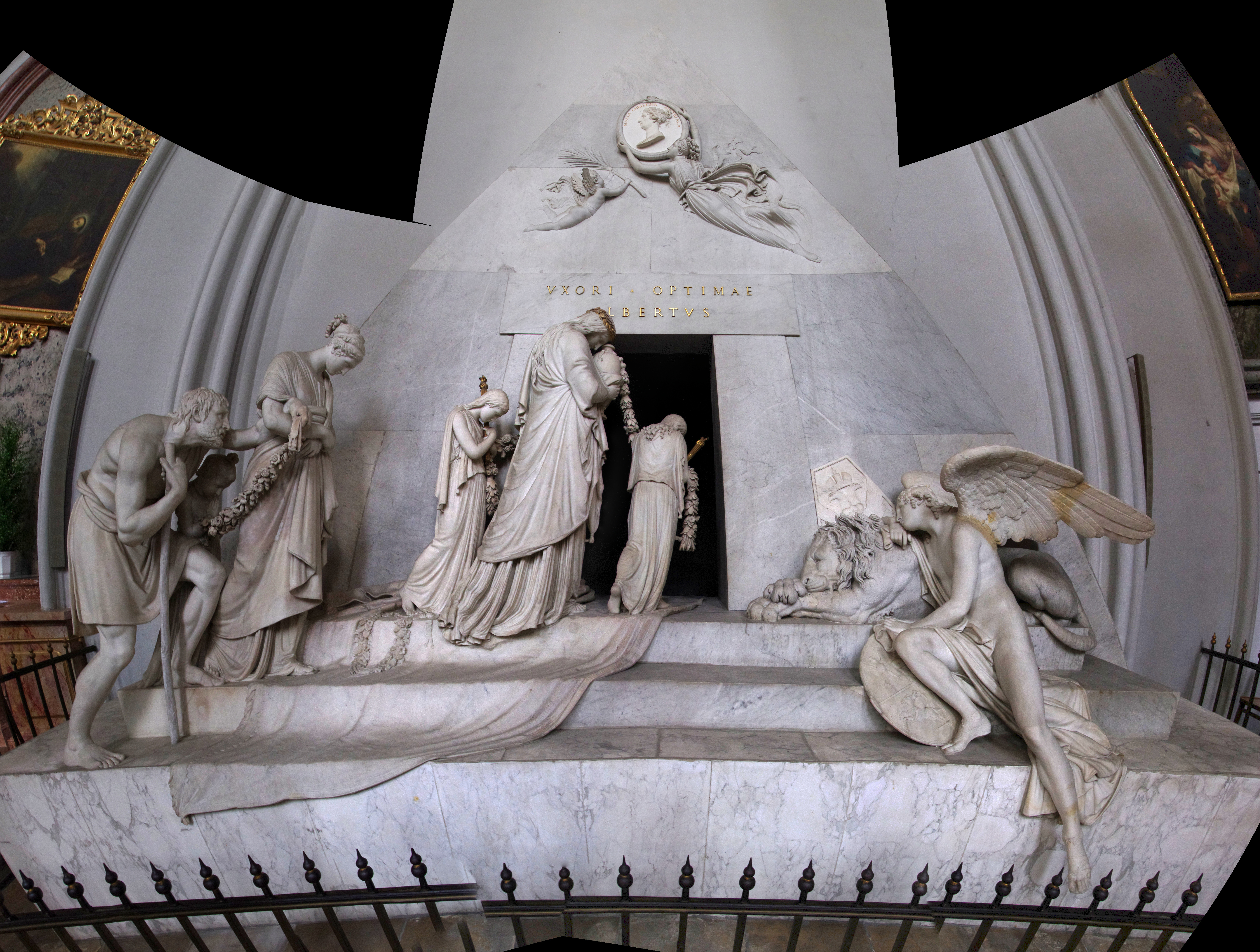
Vista de cerca

El encargo de este gran cenotafio se debe a Alberto de Sajonia-Teschen, a la muerte de su esposa María Cristina, en 1798. El objetivo del trabajo era rendir homenaje a la memoria de esta mujer y a su carácter caritativo, mediante un amplio programa iconográfico ideado por el propio duque Alberto.
El trabajo de construcción del monumento se llevó a cabo en varias etapas durante siete años, finalizando en septiembre de 1805. Canova utilizó para el proyecto unos bocetos que tenía realizados para un monumento fúnebre a Tiziano Vecellio para la Basílica de Santa María dei Frari en Venecia, que nunca se llegó a construir.

## Descripción

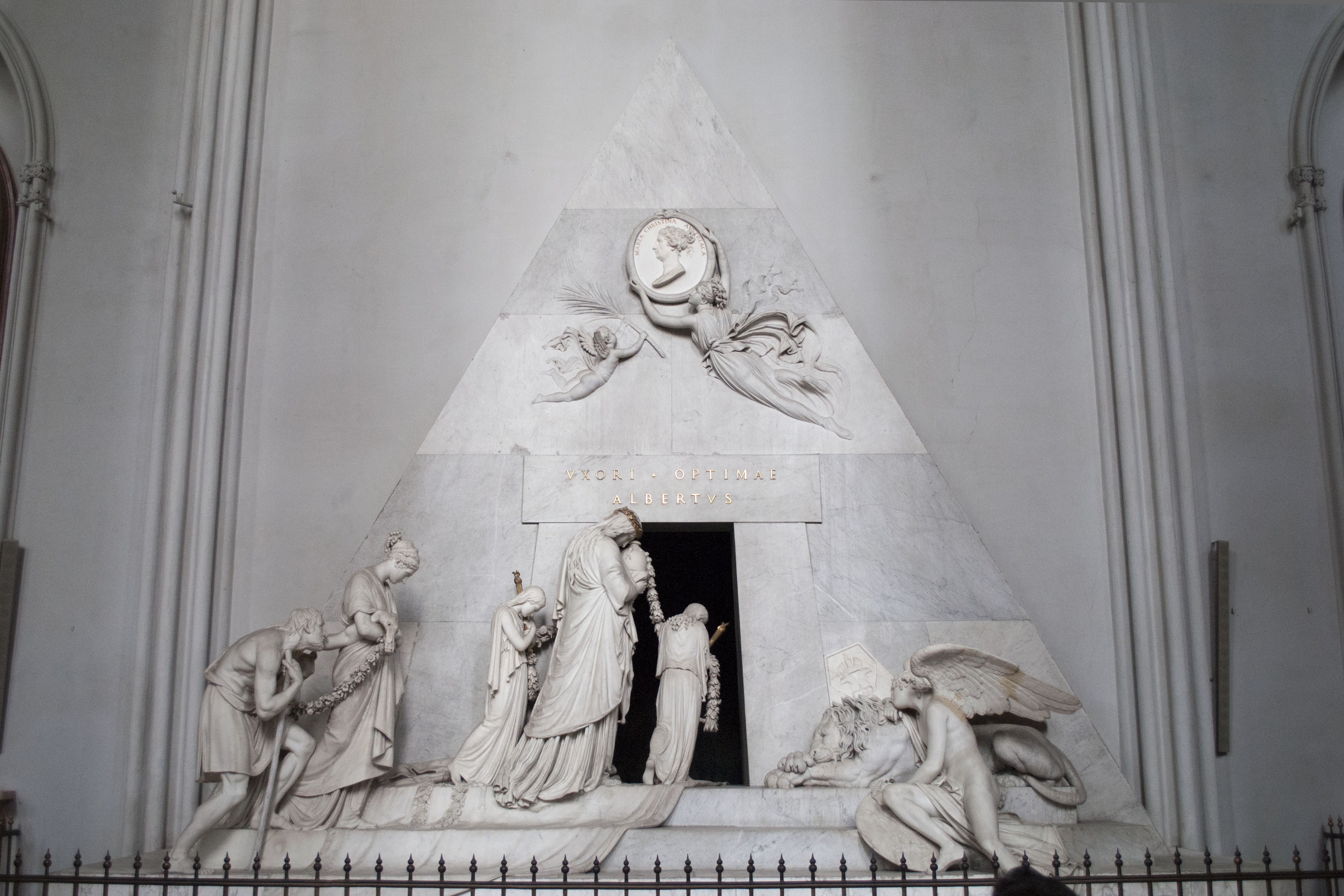
Monumento fúnebre de María Cristina de Austria.

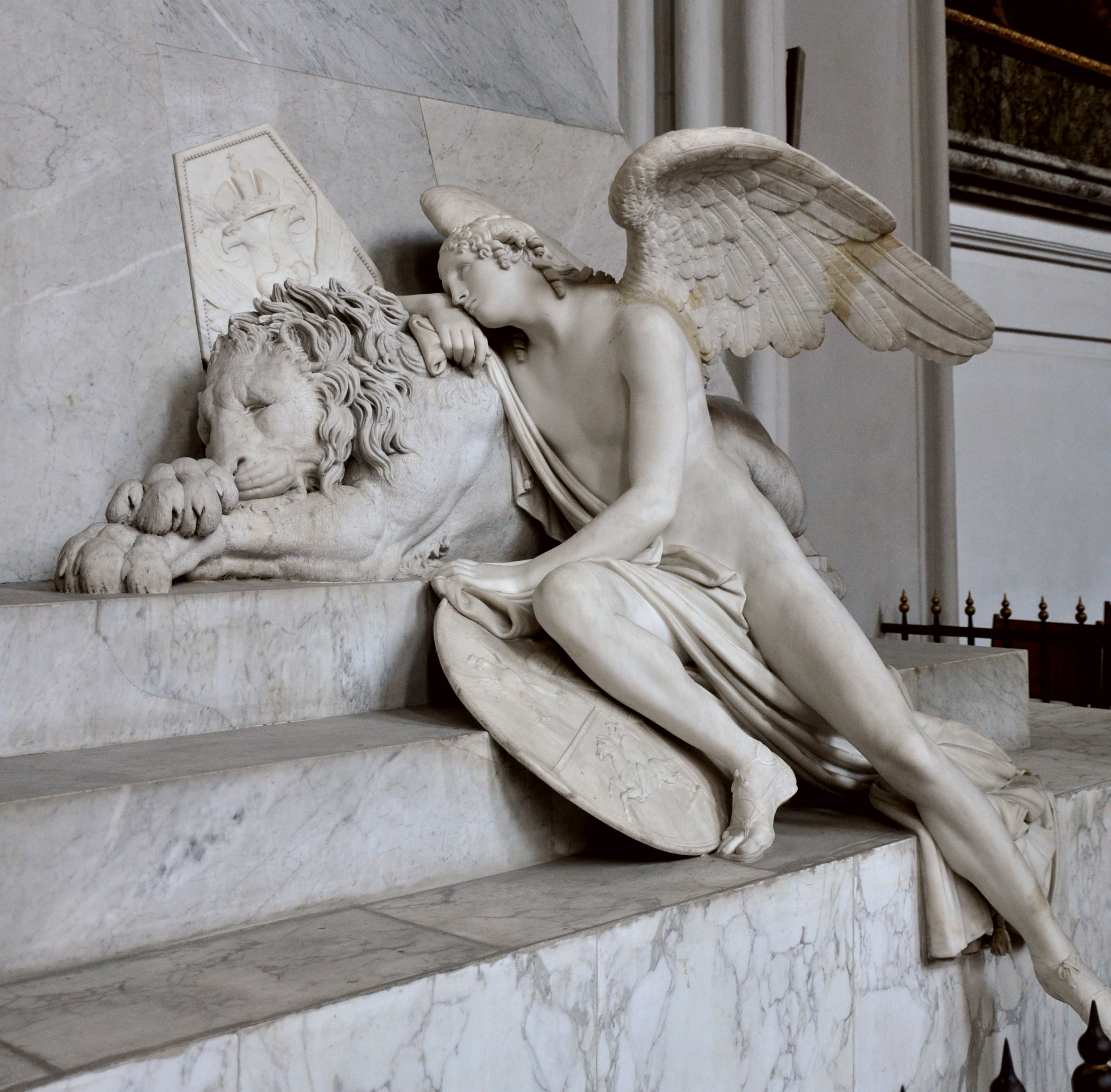
Detalle del león y el genio alado.

El monumento fúnebre de María Cristina de Austria se considera por Giulio Carlo Argan como el paralelo literario de Dei Sepolcri de Ugo Foscolo, para unirse a la poesía neoclásica, en la que el tema de la muerte se centra en la exaltación de las virtudes e ideales del difunto, lo único que sobrevive a su desaparición. Del mismo modo, si la cultura barroca anterior veía la muerte desde una perspectiva trágica y de pérdida, Canova invierte tal visión al considerarla el momento en que uno se desprende de las contingencias terrenales para adentrarse en la "nada eterna", cantada por Foscolo en el soneto Alla sera.
La obra escultórica se estructura ante una gran pirámide blanca, símbolo masónico, abierta en el centro por una oscura abertura, hacia la cual se dirige una triste procesión. Presenta la rigidez que caracteriza la nueva dirección artística de la escultura funeraria, abandonando el movimiento presente en la tradición del barroco instaurado por Gian Lorenzo Bernini.
La pirámide de mármol tiene la oscura entrada enmarcada por dos jambas inclinadas y un macizo dintel con la inscripción uxorio optimae Albertus («Alberto a su excelente esposa») y presenta en la parte superior un medallón en relieve con el retrato de perfil de María Cristina, sostenido por la personificación de «La felicidad», acompañada de un angelote con una palma en la mano a la izquierda, ambos en vuelo; este elemento es el sustituto neoclásico de la estatua visible del difunto en los monumentos barrocos. El medallón está rodeado por el uróboros, la serpiente que se muerde la cola, un símbolo esotérico que alude al infinito, también adoptado por los masones.
Hacia la abertura de la cámara sepulcral, que también alude al umbral que separa la vida de la muerte, se dirige una procesión que sale de la parte izquierda de una escalinata de tres escalones, todos los personajes están marcados por una expresión triste y la cabeza baja: la personificación de la «Virtud» sostiene la urna con las cenizas acompañada de dos niñas, la «Caridad» acompaña bajo su brazo a un anciano ciego, que se sostiene con un palo. Toda la procesión está unida por una larga guirnalda de flores que sujetan y son invitados a caminar sobre un paño que, precariamente extendido sobre los escalones como un ligero velo, los dirige a la oscuridad del vacío interno, símbolo del mundo de los muertos, para subrayar la continuidad entre la vida y la muerte.
A la derecha, dos figuras melancólicas, un león agazapado, símbolo de la «Fortaleza», otra virtud de María Cristina, y, apoyado en su espalda, un genio alado de suaves facciones, para representar la ternura del duque Alberto. Representa a υπνος (en griego, "sueño"). En la mitología griega, υπνος es hermano de θανατος (en griego, "muerte"). Esto indica que la muerte es vista como un sueño eterno.